# 82ª Brigada de Asalto Aerotransportado Independiente (Ucrania)
 82ª Brigada de Asalto Aerotransportado Independiente — una unidad militar de las Fuerzas de Asalto Aerotransportado de las Fuerzas Armadas de Ucrania con el tamaño de una brigada. Con sede en la ciudad de Chernivtsi.
La brigada fue creada a principios de 2023, durante la invasión rusa a gran escala, Sobre la base del 3er grupo táctico de batallón, que anteriormente formaba parte de la 80ª Brigada de Asalto Aéreo, la 82ª Brigada de Asalto Aerotransportado Independiente fue formada. En el verano de 2023, participó en combates en el frente de Zaporiyia.

## Historia
A principios de 2023, sobre la base del 3er grupo táctico de batallón de la 80ª Brigada de Asalto Aéreo en Chernivtsi, se formó la 82ª Brigada de Asalto Aerotransportado Independiente. 
En el verano de 2023, la brigada recibió una gran cantidad de equipos occidentales, entre los cuales se encontraban: Challenger 2, Stryker y Marder . Gracias a esto, fue mencionada en los medios como la brigada de asalto aéreo (DShV) más poderosa. . 
El 15 de agosto de 2023 se supo que unos días antes la brigada había iniciado su participación en la Batalla de Robotyne. 
El 22 de agosto de 2023, se informó que la brigada perdió 2 BREM M1132 ESV.
El 5 de septiembre de 2023, se informó que la brigada perdió un tanque Challenger 2 destruido. La 82ª Brigada de Asalto Aéreo se convirtió en la primera unidad en la historia en perder un tanque de este tipo como resultado de las acciones del enemigo.
En agosto de 2024, se supo que la brigada estaba participando en batallas en la región de Kursk. 
El 23 de agosto de 2024, por decreto del Presidente de Ucrania, la brigada recibió el nombre honorífico "Bukovynska". 
El 5 de noviembre de 2024, la brigada informó que en el frente de Kursk destruyó a 2651 soldados rusos, 4 tanques, 3 helicópteros, 4 sistemas de guerra electrónica (REB), 2 sistemas de artillería, 23 vehículos blindados de combate, 26 transportes blindados de personal, 12 BMP/BDM y 86 vehículos de transporte de personal (LAT/WAT). También fueron destruidos 45 drones ZALA, 12 "Lance", 7 drones kamikaze, 4 drones tipo "Alas" y 6 "Orlan". Además, capturaron a 75 soldados rusos. 
El 24 de enero de 2025, la brigada destruyó un grupo de asalto ruso compuesto por un tanque T-80 y 3 vehículos BMP-3, que intentaban romper en su blindado hacia el asentamiento de Nikolski en la región de Kursk. El tanque soportó varios impactos, y dos BMP-3 fueron inutilizados en las afueras. Los rusos intentaron romper la defensa de este asentamiento por segunda vez en los últimos días. 

## Estructura
- 1er Batallón de Asalto Aerotransportado
- 2do Batallón de Asalto Aerotransportado
- Unidad de Guerra Electrónica "Wild Division"

## Equipamiento
- Challenger 2 [2]
- Stryker (incluido BREM M1132 ESV ) [2] [3]
- Marder [2]
- Cougar [9]
- M-119 [10]
- Lanzagranadas Fort-600 [11]